# Schadevergoeding voor ondergane voorlopige hechtenis
Schadevergoeding voor ondergane voorlopige hechtenis is de schadevergoeding die toekomt aan een persoon die ten onrechte in voorlopige hechtenis is genomen. 

## België
Zie Onwerkzame voorlopige hechtenis.

## Nederland
Zie Schadevergoeding na voorlopige hechtenis.

## Suriname
Het principe van de schadevergoeding voor onterechte voorlopige hechtenis is opgenomen in artikel 77 § 1 van het Wetboek van Strafvordering van Suriname: 'Indien de zaak eindigt zonder oplegging van straf of maatregel of met zodanige oplegging, doch op grond van een feit waarvoor voorlopige hechtenis niet is toegelaten, kan het gerecht waarvoor de zaak het laatst werd vervolgd, op verzoek van de gewezen verdachte of van zijn erfgenamen hem of zijn erfgenamen een geldelijke tegemoetkoming ten laste van de Staat toekennen voor de schade welke hij ten gevolge van ondergane voorlopige hechtenis heeft geleden. Indien de zaak in hoger beroep is behandeld is de raadkamer van het Hof van Justitie zo veel mogelijk samengesteld uit de leden die op de terechtzitting over de zaak hebben gezeten.'
Het verzoek kan slechts worden ingediend binnen drie maanden na de beëindiging der zaak. De gewezen verdachte of zijn erfgenamen worden op het verzoek gehoord, althans opgeroepen en kunnen zich bij het verhoor door hun advocaat doen bijstaan. Deze wordt bij het verhoor in de gelegenheid gesteld de nodige opmerkingen te maken (artikel 77 § 2 van het Wetboek van Strafvordering).  
De toekenning ener tegemoetkoming heeft steeds plaats, indien en voor zover daartoe, naar het oordeel van het in het eerste lid van het vorige artikel bedoelde gerecht gronden van billijkheid aanwezig zijn (artikel 78 § 1 van het Wetboek van Strafvordering). Bij de bepaling van het bedrag wordt rekening gehouden met de levensomstandigheden van de gewezen verdachte (artikel 78 § 2 van het Wetboek van Strafvordering).
Indien de gewezen verdachte na het indienen van zijn verzoek overleden is, geschiedt de toekenning ten behoeve zijner erfgenamen (artikel 79 van het Wetboek van Strafvordering).
Ingeval het gerecht waarvoor de zaak het laatst werd vervolgd, een kantongerecht is, staat tegen de genomen beslissing voor de vervolgingsambtenaar binnen veertien dagen daarna en voor de gewezen verdachte of diens erfgenamen binnen een maand na de in artikel 78, derde lid, bedoelde betekening hoger beroep open (artikel 80 van het Wetboek van Strafvordering).
De beslissing is met redenen omkleed. De beschikking wordt onverwijld aan de gewezen verdachte of aan zijn erfgenamen betekend doch, indien het een afwijzende beslissing betreft, met weglating van de redenen. In dit geval kan de gewezen verdachte of kunnen zijn erfgenamen van de redenen ter griffie inzage bekomen (artikelen 78 § 3 en 80 van het Wetboek van Strafvordering).